# Heinrich Becker (Theologe)
Johann Heinrich Becker (* 14. August 1698 in Rostock; † 24. Februar 1774 ebenda) war ein deutscher lutherischer Theologe.

## Leben
Heinrich Becker stammte aus der auf Hermann Becker zurückgehenden Rostocker Gelehrtenfamilie Becker. Er war ein Sohn des Heinrich Becker (1662–1720), Archidiakon und späterer Pastor an der Rostocker Jakobikirche und dessen Frau Christine Margarete, geborene Schomer. Der Mathematiker und Theologe Peter Becker war sein Onkel. Heinrich Becker studierte von 1717 bis 1720 an der Universität Rostock, danach bis 1721 an der Universität Halle und wurde in Rostock zum Magister promoviert. Nach einer Reise, die ihn an weitere Universitäten führte, kehrte er nach Rostock zurück und hielt an der philosophischen Fakultät Vorlesungen.
1725 wurde er zum zweiten Prediger an der Nikolaikirche gewählt. 1730 wurde er zum ordentlichen Professor der Moral berufen und 1735 zum Doktor der Theologie promoviert. 1743 wurde er Professor der Theologie.
Im folgenden Jahr wurde er zum Archidiakon der Jakobikirche gewählt, lehnte aber aus gesundheitlichen Gründen ab. Für die Predigten in der Nikolaikirche wurde ihm ein Gehilfe zugeteilt. Seine gesundheitlichen Problemen sollen ihre Ursache im Tod seiner Frau Katharina Elisabeth (1706–1744), geborene Michelsen, gehabt haben, weshalb er sich 1752 vom Pfarramt emeritieren ließ. Er wirkte noch bis 1757 öffentlich an der Universität, danach auch als Rektor in den Jahren 1753 bis 1766 von zuhause aus.